# Hemidonacoidea
Hemidonacoidea zijn een superfamilie uit de superorde Imparidentia.

## Families
- Hemidonacidae Scarlato & Starobogatov, 1971